# Black Nativity
Black Nativity (bra: Black Nativity - Uma Jornada Inesquecível; prt: Black Nativity - Um Espetáculo de Natal) é um filme norte-americano de 2013 do gênero drama dirigido por Kasi Lemmons. O roteiro, escrito por Kasi Lemmons, é baseado no livro de Langston Hughes chamado Black Nativity. O filme foi lançado em 27 de novembro de 2013. Grande parte do elenco é estrelado por atores afro-americanos como Forest Whitaker, Angela Bassett, Tyrese Gibson, Jennifer Hudson, Mary J. Blige, Jacob Latimore, Vondie Curtis-Hall e Nas.

## Sinopse
O filme conta a história sobre o nascimento de Jesus na versão musical gospel, em que atores negros estrelam.

## Elenco
- Forest Whitaker como Reverend Cornell Cobbs
- Angela Bassett como Aretha Cobbs
- Tyrese Gibson como Tyson / Loot
- Jennifer Hudson como Naima Cobbs
- Mary J. Blige como Angel
- Vondie Curtis-Hall como Pawnbroker
- Nas como Isaías
- Jacob Latimore como Langston
- Rotimi como Diretor Butch McDaniels
- Luke James como Jo-Jo / Joseph
- Grace Gibson como Maria / Mary

## Recepção

### Crítica
O filme recebeu criticas mistas, Black Nativity mantém um índice de aprovação de 48% no site Rotten Tomatoes baseado em 81 comentários e uma classificação média de 5,6/10. No Metacritic, o filme tem uma pontuação de 48 em 100, com base em 29 críticos, indicando "críticas mistas ou médias".

## Prêmios e indicações
| no   | Prêmio            | Categoria                               | Destinatário (s) | Resultado | Ref.  |
| ---- | ----------------- | --------------------------------------- | ---------------- | --------- | ----- |
| 2014 | NAACP Image Award | Outstanding Actress in a Motion Picture | Angela Bassett   | Venceu    | [ 7 ] |